# Batalha de Paso de Cuevas
A Batalha de Paso de Cuevas foi travada em 12 de agosto de 1865 durante a invasão paraguaia da província argentina de Corrientes. Após as perdas na Batalha do Riachuelo, e o desafio imposto por Bruguez em Bella Vista na Batalha de Paso de Mercedes no dia anterior, a frota aliada avançou pelo Rio Paraná, não querendo ser cortada de sua base de abastecimento. No entanto, Paso de Cuevas foi novamente ocupado por 3 000 homens de Bruguez com 32-34 canhões. Barroso sofreu 24 mortos e 42 feridos. Esta foi a última operação de combate naval da Marinha argentina em guerra com nações estrangeiras até a Guerra das Malvinas.

## Contexto
Após a Batalha Naval do Riachuelo, em 11 de junho de 1865, a esquadra brasileira manteve uma atitude extremamente cautelosa quanto ao avanço pelo rio Paraguai, atitude essa que foi seguida durante toda a guerra. Isso permitiu que as forças paraguaias sob o comando de José Maria Bruguez armassem novas baterias rio abaixo. No dia 18 de junho a esquadra aliada, agora contando apenas com navios brasileiros forçou com sucesso a passagem das mercedes (paso de mercedes) sob intenso fogo da artilharia paraguaia. O General Bruguez, que havia saído de sua posição em Mercedes, iniciou preparativos para bater os navios brasileiros nas falésias de Caves, próximo de Bella Vista, Corrientes, enquanto a esquadra estava ancorada na Ilha de Chimbolar. Para isto Bruguez mobilizou 3 000 homens junto com sua artilharia composta de 22 canhões 4-18 libras agrupados em quatro baterias e entre oito e dez foguetes Congreve para aquele local, uma vez que era o ponto onde o canal do rio se aproxima da costa de Corrientes.

## A batalha

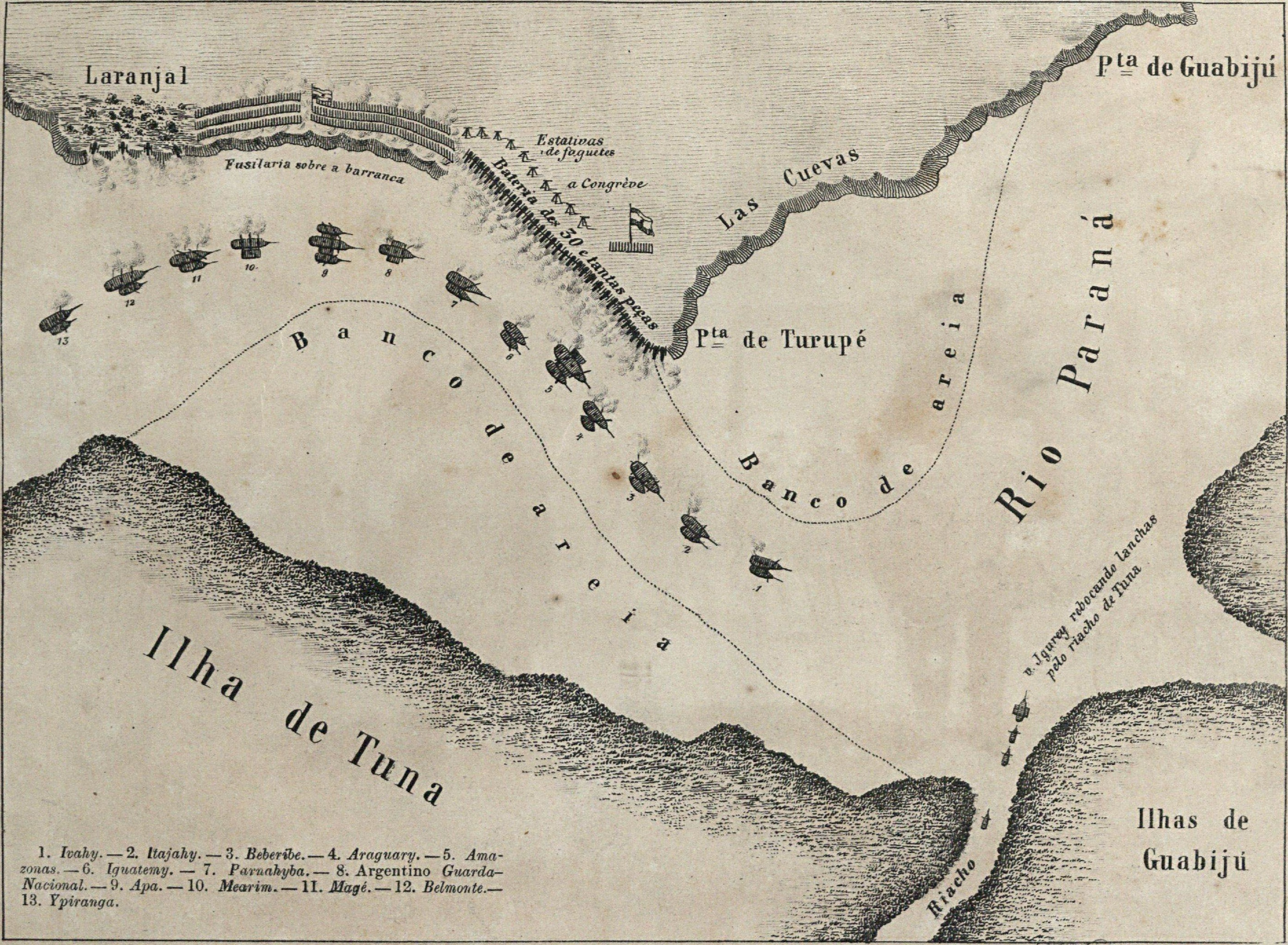
Plano da passagem da Esquadra brasileira pelas barrancas de Turupi e Guabijú a 12 de agosto de 1865. Levantado e desenhado por A. L. von Hoonholtz.

Ao saber que Bruguez havia se mobilizado de sua posição, Barroso ordena que a frota composta por 13 navios, incluindo o vapor argentino Guardia Nacional sob o comando do comodoro Luis Py levando a insígnia do coronel José Félix Murature, retorne para o sul novamente e sob a vanguarda do Ivaí eles avançam rapidamente, alcançando as 10h00, do dia 12 de agosto, a posição de Bruguez e este ordena a salva de tiros apenas dos 4 canhões que estavam instalado na praia, uma manobra para atrair a divisão aliada e bater com tiros baixos na altura da linha d'água dos navios. Logo a inteira divisão entra na linha de tiro dos canhões paraguaios com o Ivaí, a Iguatemí, a corveta Beberibe e a fragata Amazonas na liderança.
A frota de Barrroso demorou a passar e nos primeiros trinta minutos de batalha cada navio recebeu em média cerca de 20 impactos danificando muitos, a exceção da Amazonas que mesmo tendo recebido 40 impactos, apenas o mastro havia sido danificado. O único navio argentino, Guardia Nacional, no ímpeto de demonstrar o valor de seus homens, mandou trazer as máquinas para ¼ para atrasar a passagem e durante 45 minutos trocou tiros com as baterias paraguaias. O mesmo sozinho com seus canhões de 32, 18 e 16 libras conseguiu silenciar a bateria costeira de praia, porém a um enorme custo. O Guardia Nacional recebeu a maior concentração de fogo das baterias e com isso perdeu 5 tripulantes incluindo os guardas-marinha Enrique Py, filho do capitão do navio, o filho do governador de Corrientes Pedro Ferré e nove feridos. O total de baixas aliadas somaram 59 homens, 21 mortos e 38 feridos. Apesar das perdas a passagem foi um sucesso.

## Galeria

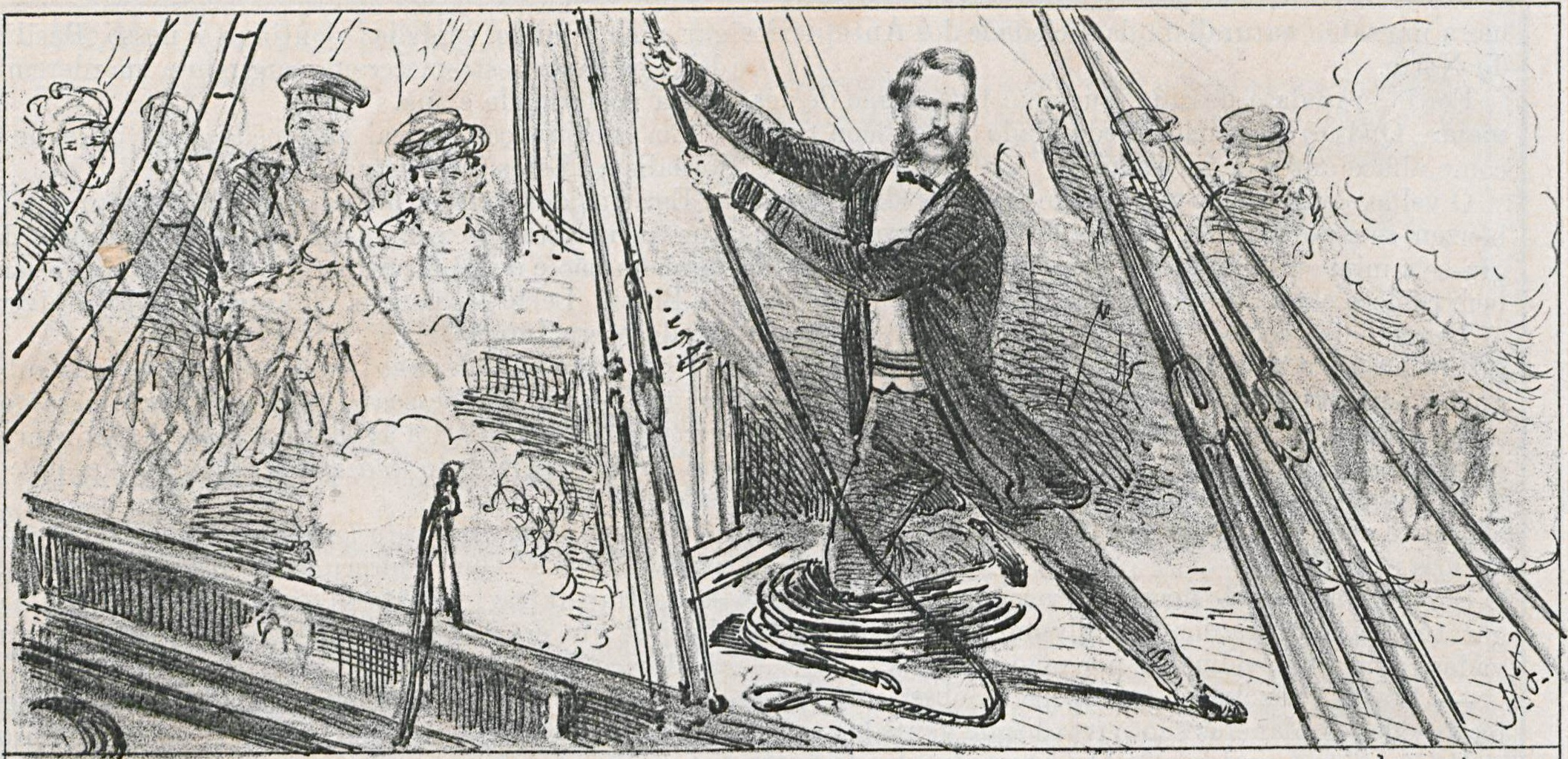
O primeiro-tenente Fortunato Foster Vidal, secretário do capitão de mar e guerra Alvim, vendo o leme da corveta Beberibé inutilizado por uma bala das baterias paraguaias, corre a reparar o sinistro e dar direção à embarcação (Henrique Fleiuss, Semana Ilustrada, 1866).
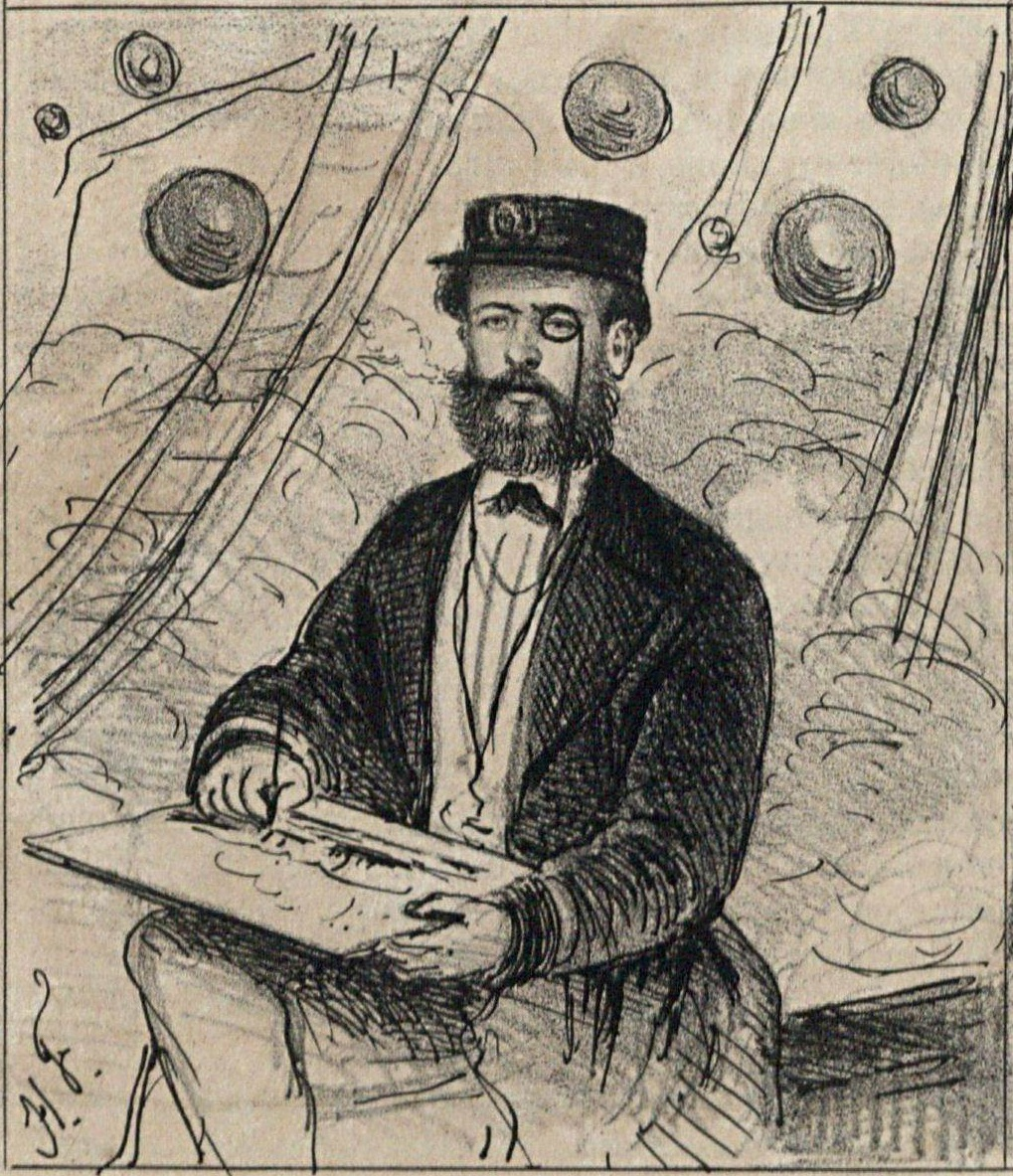
A. L. von Hoonholtz, comandante da canhoneira Araguary, passando as baterias de Cuevas e desenhando-as (Henrique Fleiuss, Semana Ilustrada, 1865).